# Краево
Краево е село в Западна България. То се намира в Община Ботевград, Софийска област.

## География
Село Краево се намира в планински район, на източния склон на Ржана планина, на 20 km от общинския център Ботевград и на 87 km от столицата София. Съседни села – Рашково и Радотина, и двете на 3 km разстояние. Разположено е между планинските склонове след сливането на Крива река и река Конщица в река Рударка.
Селото е разделено на махали: Маринков рът, Минзивара, Хърта, Кривуля, Славо поле, Осикова поляна. Всички те са свързани с асфалтов път в добро състояние от републиканската мрежа.

### Население
| Краево                                       | Краево | Краево | Краево | Краево | Краево | Краево | Краево | Краево | Краево | Краево | Краево | Краево | Краево |
| -------------------------------------------- | ------ | ------ | ------ | ------ | ------ | ------ | ------ | ------ | ------ | ------ | ------ | ------ | ------ |
| Година                                       | 1934   | 1946   | 1956   | 1965   | 1975   | 1985   | 1992   | 2001   | 2011   | 2016   |        |        |        |
| Население                                    | 563    | 561    | 508    | 346    | 282    | 194    | 163    | 143    | 133    | 118    |        |        |        |
| Източници: Национален статистически институт |        |        |        |        |        |        |        |        |        |        |        |        |        |

## История
На югозапад от селото се издига връх Градец, върху който са открити следи от предримската епоха до късната античност. До втората половина на XX век в района личат следи от галерии, от които в древността са добивани руди. Писмени източници споменават за съществуването на важен път от античната и средновековната епохи, който преминава през района на селището.
Според предания селото носи името на един от синовете на местен феодал, който притежава владения в огромен район и преди смъртта си ги разделя на тримата си сина Радота, Рашота и Крайо. Етимолозите откриват славянски произход на имената им. Запазени писмени сведения за селището има след падането на България под османско владичество в данъчни регистри от средата на XV век. В тях то е споменато под името Крайово. Селото се числи към вилает Враца като е отбелязано в тимарските регистри с 4 домакинства и приход 559 акчета.
След Освобождението е открито училище, което се помещава първоначално в частна къща, а по-късно в общинска сграда. Броят на жителите в края на XIX век възлиза на 370 души. Развива се производството и продажбата на дървен материал. Част от местното население работи по жп линията Варна – София. В средата на 1920-те години в Краево има две дъскорезници на вода и железарска работилница, която изработва кантари, тенекеджийски изделия и др.
На 19 октомври 1927 г. по инициатива на учители и по-будни младежи в селото е основано читалище и наименовано „Христо Ботев“. Към него е открита библиотека с дарени близо 300 тома книги. Три десетилетия то се помещава в сградата на училището. От началото на 1930-те години има сведения за наличие на медни, железни и оловни руди в землището на селото, които не се експлоатират. Увеличаването близо два пъти броя на населението и замогването му създават възможност за откриване на нови работни места. За нуждите на селото и района са построени и работят 13 воденици, манифактурна работилница и колониал. Отворени са нови дюкяни и занаятчийски работилници. Далекосъобщителните връзки се осъществяват чрез функциониращ телефонен пост. Социално-икономическото замогване създава условия за строителна дейност. Издигнати са общински дом и църква. В новопостроената училищна сграда населението развива културно-просветна работа.
През август 1945 г. е създадено женско дружество „Майчина грижа“. В 1955 г. краевци поемат инициатива за построяване на читалищна сграда. Населението масово се отзовава с безплатен труд и доставка на строителни материали. Съществена промяна в бита на краевци предизвиква електрификацията на селото, извършена през втората половина на 1940-те години. Стопанският облик на Краево през този период се характеризира с развитието на земеделието и скотовъдството. Сред отглежданите домашни животни са говеда, крави, свине, кози и приоритетно овци. Отредените посевни площи, възлизащи на повече от 1500 декара са засадени със зърнено-фуражни и зърнено-хлебни култури.
Наред с увеличаването на селскостопанската продукция основни задачи са хигиенизирането и благоустрояването на селото. Започналият процес на промяна в аграрния характер на общината с промишлено-аграрен ускорява възникналата миграция. В Краево от близо 1000 жители през 1938 г. в селото остават 522 през 1957 г.

## Културни и природни забележителности
- Църква „Свети Цар Борис“ е разположена на центъра на селото.
- В близост до селото се намират останките на средновековната крепост „Градище“.
- На местността Маринков рът се намира паметник на загиналите през войните от селото.
- На югозапад в планината се намира хижа Лескова.

## Редовни събития
- Всяка година се чества Св. Богородица на 15 август. Съборът на село Краево е на 7 октомври.